# Llandeilo (tijdvak)
| Systeem                                                                                    | Serie (ICS) | Etage (ICS) | Serie (Brits) | Ouderdom (Ma) |
| ------------------------------------------------------------------------------------------ | ----------- | ----------- | ------------- | ------------- |
| Siluur                                                                                     | Llandovery  | Rhuddanien  | Llandovery    | jonger        |
| Ordovicium                                                                                 | Boven       | Hirnantien  | Ashgill       | 443,4–445,2   |
| Ordovicium                                                                                 | Boven       | Katien      | Ashgill       | 445,2–453,0   |
| Ordovicium                                                                                 | Boven       | Katien      | Caradoc       | 445,2–453,0   |
| Ordovicium                                                                                 | Boven       | Sandbien    | 453,0–458,4   |               |
| Ordovicium                                                                                 | Boven       | Sandbien    | 453,0–458,4   | Llandeilo     |
| Ordovicium                                                                                 | Middel      | Darriwilien | 458,4–467,3   |               |
| Ordovicium                                                                                 | Middel      | Darriwilien | 458,4–467,3   | Llanvirn      |
| Ordovicium                                                                                 | Middel      | Darriwilien | 458,4–467,3   | Arenig        |
| Ordovicium                                                                                 | Middel      | Dapingien   | 467,3–470,0   |               |
| Ordovicium                                                                                 | Onder       | Floien      | 470,0–477,7   |               |
| Ordovicium                                                                                 | Onder       | Tremadocien | Tremadoc      | 477,7–485,4   |
| Cambrium                                                                                   | Furongien   | 10e etage   | Merioneth     | ouder         |
| Vergelijking van de oude (Britse, inofficiële) en officiële indelingen van het Ordovicium. |             |             |               |               |

Het Llandeilo (ook wel Llandeilien of Llandeiliaan) is een stratigrafische etage uit de Britse stratigrafie en in oudere literatuur een geologisch tijdvak in het Ordovicium. Het is ook de naam van een formatie van gesteenten in Wales, die in dit tijdvak gevormd werd.
De Llandeilo Formation, genoemd naar de stad Llandeilo, bestaat uit vulkanisch gesteente en schalie. Naar de formatie werd een tijdvak genoemd, dat een van de zes tijdvakken was waarin het Ordovicium van Groot-Brittannië verdeeld werd. Deze indeling werd in Europa overgenomen, maar bleek niet overal ter wereld toepasbaar. Ter vervanging is een nieuwe indeling van het Ordovicium gemaakt, die internationaal gebruikt kan worden en waarin het Llandeilo geen plek meer heeft. De naam wordt echter nog gewoon gebruikt in de Engelse stratigrafie en oudere literatuur. In de Engelse stratigrafie vormt het sinds 1995 geen tijdvak/serie meer maar een tijdsnede/etage, het valt daarin nu onder het Llanvirn.